# Озонолиза
Озонолиза је хемијска реакција у којој озон оксидује алкен стварајући тиме карбонилна једињења. Ова реакција је пример 1,3-диполарне циклоадиције.
Озонолизу је пронашао Кристијан Фридрих Шенбајн 1840. године и током раних дана хемије, била је важан алат у појашњавању органске структуре. Озонолиза непознатог алкена продукује мање карбонилне фрагменте које је лакше идентификовати и из којих се може извести структура првобитног алкена.
Прво алкен реагује са озоном како би формирао озонид који се хидролизује како би сачинио два карбонилна једињења. Та једињења ће бити алдехиди или кетони, у зависности од структуре почетног алкена. Редукционо средство као што је цинк или диметил сулфид је присутно како би редуковало водоник-пероксид који се ослобађа као нуспродукат и који би у супротном дао секундарне оксидативне реакције.
Озонид може да се редукује литијум алуминијум хидридом до одговарајућих алкохола. Озонолитска реакција такође може да се изврши у оксидујућој средини, што продукује карбоксилну киселину и кетоне уместо алдехида и кетона.
У хемијској индустрији, азелаичка и пеларгоничка киселина се продукују озонолизом олеинске киселине.

## Механизам реакције
Механизам озонолизе је први предочио Рудолф Криџи 1953. године.
Озон реагује са алкеном у 1,3-диполарној циклоадицији до молозонида (такође познатим као примарни озонид) који је прстен од 5 чланова са три суседна кисеоникова атома (1,2,3-триоксолан). Овај међупродукат је нестабилан и отвара цикореверзију како би се формирао цвитерион и карбонилно једињење. У трећем кораку реакције, карбонилно једињење и цвитерион се рекомбинују у још једној циклоадицији како би формирали секундарни озонид који је такође петочлани прстен али са два суседна атома кисеоника (пероксидна веза), док је трећи унет у првобитну угљеник-угљеник двоструку везу као етар (1,2,4-триоксолан). Доказ овог механизма се налази у изотопском обележавању. Бензалдехид означен као 17кисеоник реагује са цвитерионским међупродуктом у онолитичкој реакцији, а изотоп завршава само у етарској вези озонида.
Треба напоменути да ако је угљеник-угљеник двострука веза на крају ланца, тј. R1-CH=CH2, створиће се угљен-диоксид (CO2).